# Cleorina chlorina
Cleorina chlorina is een keversoort uit de familie bladkevers (Chrysomelidae). De wetenschappelijke naam van de soort werd in 1988 gepubliceerd door Takizawa.